# Che gran classe!
Che gran classe! (La Grande Classe) è un film del 2019 diretto da Remy Four e Julien War.
L'opera, sceneggiata da Remy Four e Julien War, è stata distribuita in tutto il mondo da Netflix il 30 agosto 2019.

## Trama
Pierre e Jonathan sono stati due ragazzi della stessa classe, al primo anno delle medie, pesantemente bullizzati, in quanto considerati universalmente degli sfigati, dai loro compagni. La cosa li ha costretti a cambiare scuola rimanendo però sempre insieme per mantenere intatta la loro amicizia. Dopo circa 20 anni da questi eventi loro due vivono insieme e hanno fondato una compagnia informatica di successo che ha recentemente vinto la gara per un grosso contratto. Per caso Pierre viene a scoprire di una rimpatriata per il ventennale della loro classe (alla quale non era stato intenzionalmente invitato) e convince Jonathan a parteciparvi insieme a lui per sbattere in faccia a chi li ha bullizzati il loro notevole successo negli affari.

## Accoglienza
Renee Schonfeld di Common Sense Media ha dato al film un voto di 3 stelle su 5 definendolo infantile a causa «dell'esagerazione con cui si sono caratterizzati personaggi e situazioni tenendo conto che si sta parlando di trentenni» ma meritevole di «avere alcune idee che lo rendono abbastanza autentico e godibile».
Veronique Englebert di The Review Geek ha dato al film un voto di 7/10 elogiando in particolar modo la buona intesa, nonché capacità attoriale, dei protagonisti ma mantenendo delle riserve sull'umorismo «un po' rozzo».